# Walter Bunsmann
Walter Josef Maria Bunsmann (geb. 16. Januar 1928 in Paderborn; gest. 9. Juni 2017 in Tornesch) war ein deutscher Architekt.

## Leben

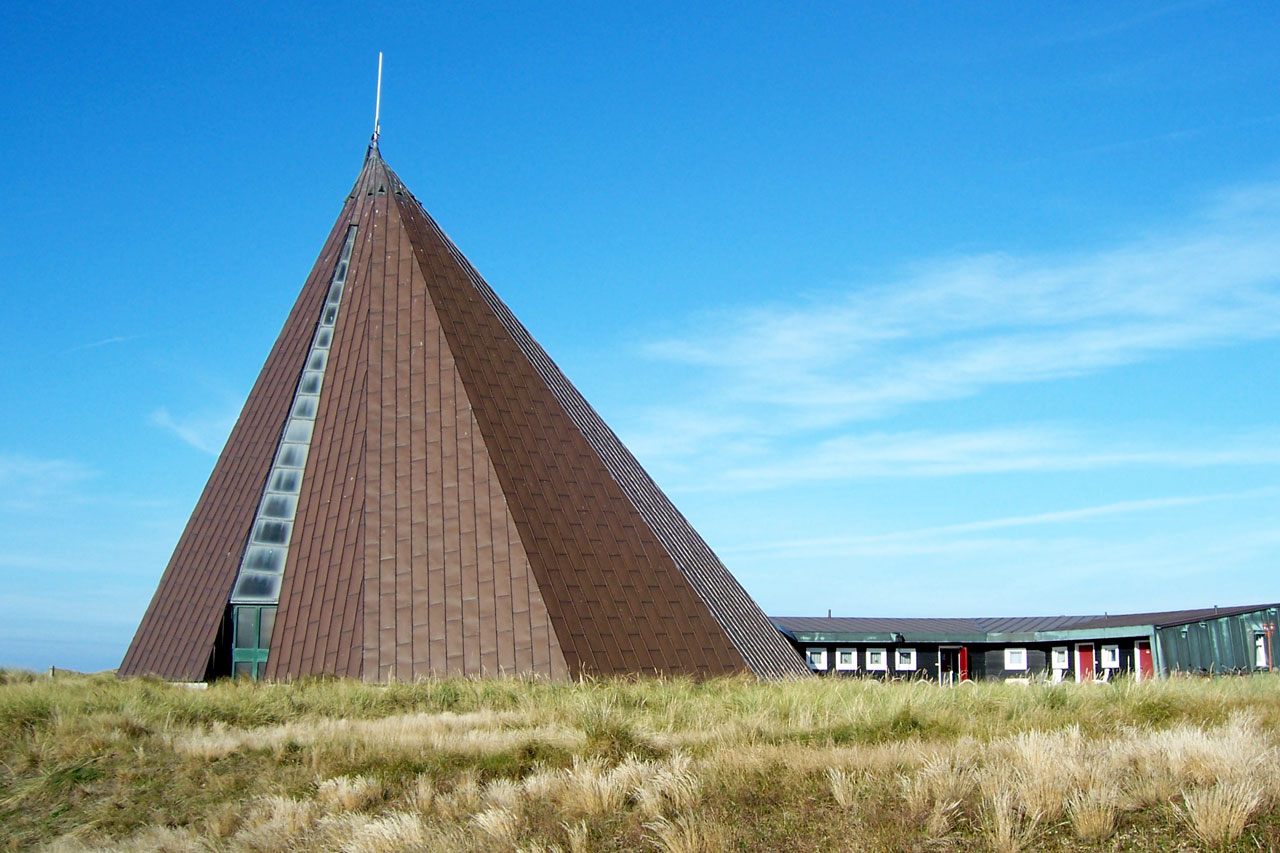
Kath. Kirche auf Spiekeroog

Nach seiner Kindheit in Paderborn musste Walter Bunsmann bereits 1943 als Luftwaffenhelfer und später als Soldat den Wehrdienst leisten. Nach dem Zweiten Weltkrieg (1946) holte er das Abitur am Gymnasium Theodorianum in Paderborn nach und begann 1948 ein Architekturstudium an der TH Karlsruhe bei Otto Ernst Schweizer, Arnold Tschira und Egon Eiermann, das er 1953 mit Diplom abschloss. Von 1953 bis 1959 war Bunsmann Mitarbeiter von Hans Bernhard Reichow, Godber Nissen und Max Zoder. 1960 bis 1963 war er Baureferent bei Reemtsma und gründete 1963 zusammen mit Jörn Rau ein eigenes Büro. In dieses trat 1965 auch Paul-Gerhard Scharf ein. Während Rau 1970 ausschied, setzten Bunsmann und Scharf ihre Partnerschaft bis 1990 fort. Anschließend war er noch bis 1994 als freischaffender Architekt tätig.
Walter Bunsmann war von 1967 bis 1978 Vizepräsident der Hamburgischen Architektenkammer und danach bis 1990 deren Präsident. Zudem amtierte er ab 1971 zwei Jahre lang als Vizepräsident der Bundesarchitektenkammer. Von 1983 bis 1987 war er Mitglied der Baudeputation und 1987 Mitglied des Stadtplanungsausschusses in Hamburg. Eine 1993 begonnene Lehrtätigkeit für Baukunde an der Fachhochschule für Künstlerische Keramik in Höhr-Grenzhausen führte Bunsmann bis 2001 fort.

## Werke

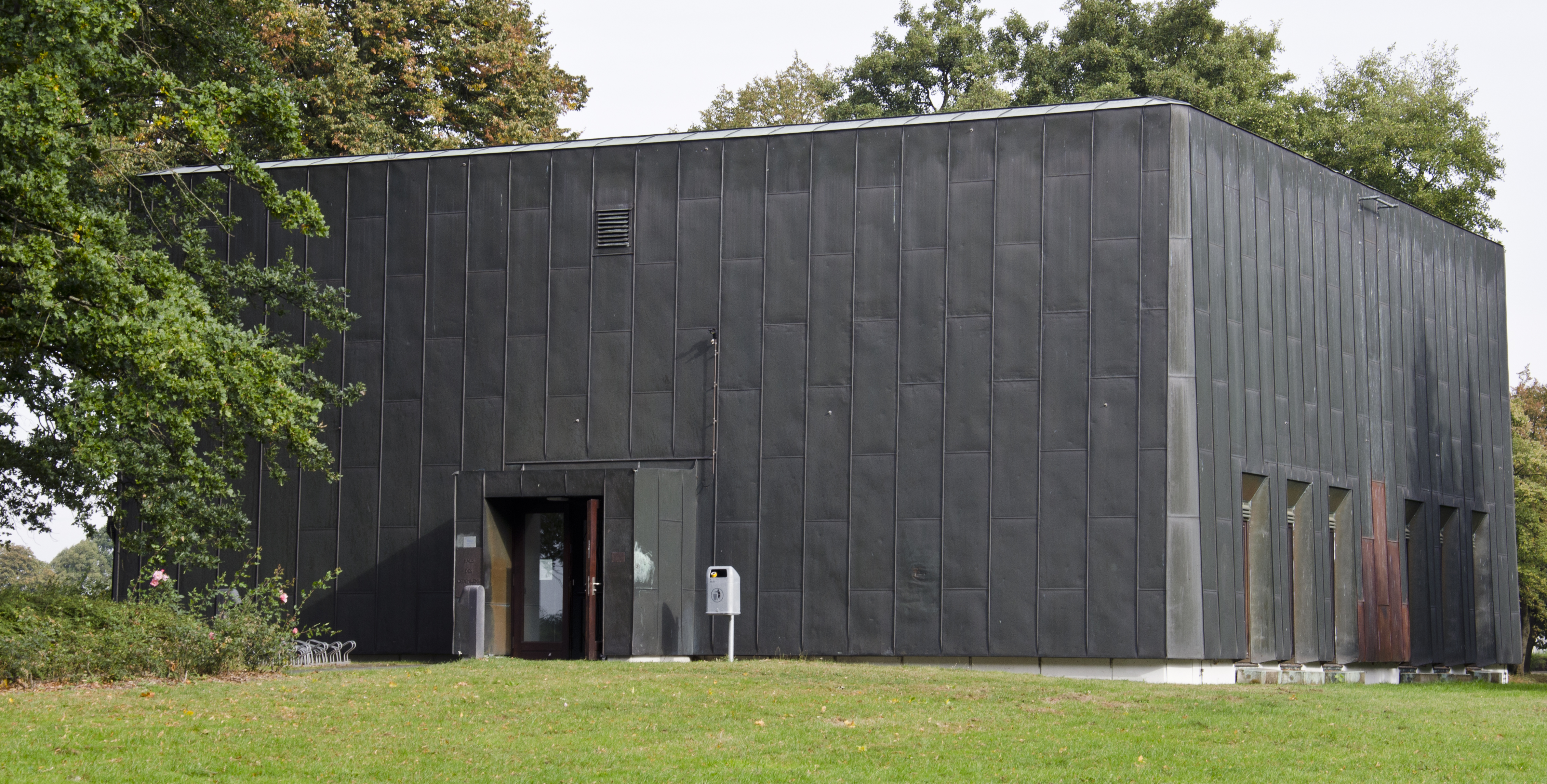
Dokumentenhaus Neuengamme

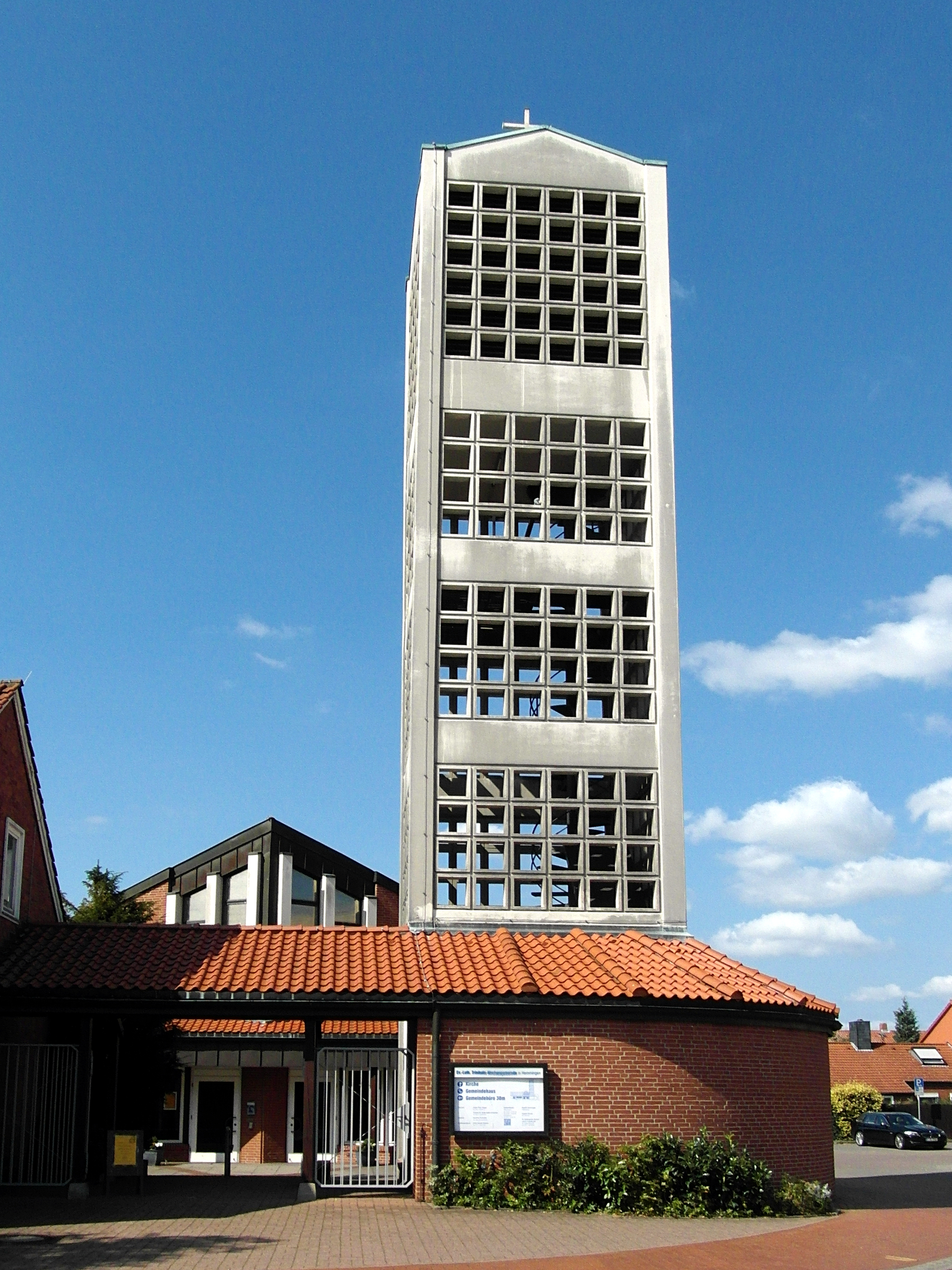
Turm von Trinitatis Hemmingen

- 1963: Pilgerhaus Ansveruskreuz in Ratzeburg
- 1964: Alfred-Delp-Studentenhaus Hamburg
- 1964–1965: Heilig-Kreuz-Kirche (Hamburg-Volksdorf)
- 1964–1966: Dominikanerkloster Hamburg-Barmbek-Süd bei der Kirche St. Sophien
- 1965: Niels-Stensen-Kapelle in Reinbek
- 1965: Gemeindehaus Glinde
- 1966: St.-Willehad-Kirche in Esens
- 1967: Soldatenheim St. Mauritius Münster
- 1967: Denkmalpflege/Restaurierung Dominikanerkloster Berlin-Moabit
- 1968: Bürgerhaus Wildeshausen
- 1968: Denkmalpflege/Restaurierung Kirche St. Sophien in Hamburg
- 1969: Denkmalpflege/Restaurierung Kirche St. Paulus in Berlin
- 1970: St. Peter (Spiekeroog)
- 1971: Jakobuskirche in Lurup
- 1971: St. Michael (Helgoland)
- 1971: Kindertagesstätte Hamburg-Billstedt
- 1972: Ludwig-Windthorst-Haus in Lingen
- 1972: Soldatenheim Ostfrieslandhaus Aurich
- 1973: Gemeindehaus St. Paulus Billstedt
- 1973–1974: Katholische Akademie Hamburg
- 1974: Denkmalpflege/Restaurierung Kirche St. Petri in Gesmold
- 1977: Dietrich-Bonhoeffer-Kirche Hannover-Wetzen
- 1978: Denkmalpflege/Restaurierung Kirche St. Mauritius in Ibbenbüren
- 1980–1981: Dokumentenhaus Neuengamme
- 1981–1984: Instandsetzung Außenfassade St. Johannis, Hamburg-Eppendorf
- 1984: Trinitatis-Kirche in Hannover-Hemmingen
- 1986: Maximilian-Kolbe-Centrum in Dortmund
- 1987: Kirche Propsteikirche in Dortmund
- 1987: Kindertagesheim Hamburg-Wilhelmsburg